# 薄荷鼠尾草
薄荷鼠尾草是唇形科的一種多年生灌木，原生於美國西部及亞利桑那州西北部等地，主要集中於大盆地南延至莫哈韋沙漠一帶，生長在乾燥、排水良好的土地上。

## 外部連結
- 维基共享资源上的相關多媒體資源：Salvia dorrii